# Qesarat
Qesarat is een plaats en voormalige gemeente in de stad (bashkia) Memaliaj in de prefectuur Gjirokastër in Albanië. Sinds de gemeentelijke herindeling van 2015 doet Qesarat dienst als deelgemeente en is het een bestuurseenheid zonder verdere bestuurlijke bevoegdheden.

## Bevolking
In de volkstelling van 2011 telde Qesarat 1.379 inwoners, een daling ten opzichte van 2.354 inwoners op 1 april 2001. Dit komt overeen met een gemiddelde bevolkingsgroei van −5,0% per jaar.

### Religie
De grootste religie in Memaliaj is de (soennitische) islam. Deze religie werd in 2011 beleden door 937 personen, oftewel 68% van de bevolking. De grootste minderheid vormden de 59 bektashi-moslims, hetgeen gelijk staat aan 4,3% van de bevolking. De soennitische en bektashi-moslims vormden samen 72,23% van de bevolking. De christenen vormden 0,43% van de bevolking, vooral aanhangers van de Oosters-Orthodoxe Kerk.
| Plaats  | Bevolking (2011) | Islam (%)    | Katholiek (%) | Orthodox (%) | Bektashisme (%) |
| ------- | ---------------- | ------------ | ------------- | ------------ | --------------- |
| Qesarat | 1.379            | 937 (67,95%) | 1 (0,07%)     | 5 (0,36%)    | 59 (4,28%)      |

## Kernen
Tot 2015 bestond de gemeente Qesarat uit de volgende dorpen: Qesarat, Iliras, Amanikaj, Toç, Anëvjosë, Koshtan en Kamçisht.